# هیدرووینیل‌دار کردن
در شیمی آلی، هیدرووینیل‌دار کردن یا هیدرووینیلاسیون عبارت است از وارد کردن یک آلکن به پیوند C-H در اتیلن (H
2C=CH
2). واکنش عمومی تر، هیدروآلکنیل‌دار کردن یا هیدروآلکنیلاسیون است، که عبارت است از وارد کردن یک آلکن در پیوند C-H هر آلکن ترمینالی. واکنش توسط کمپلکس‌های فلزی کاتالیز می‌شود. یک نمونه از این واکنش، تبدیل استایرن و اتیلن به ۳-فنی‌بوتن است:
{\displaystyle {\ce {PhCH=CH2}}+{\color {red}{\ce {CH2=CH2}}}\longrightarrow {\color {red}{\ce {H -}}}{\ce {CH2-CH(Ph)}}{\color {red}{\ce {-CH=CH2}}}}

## هیدروآریل‌دار کردن
هیدروآریل‌دار کردن یا هیدروآریلاسیون نیز یک مورد خاص از هیدرووینیل‌دار کردن است. هیدروآریل‌دار کردن برای سوبستراهای آلکین و آلکن نشان داده شده‌است. یک مثال اولیه توسط واکنش مورای ارائه شد که شامل وارد کردن آلکن‌ها به یک پیوند C-H از استوفنون است. گروه کتو جهت‌گزینی را هدایت می‌کند و یک آریل میانی را تثبیت می‌کند.

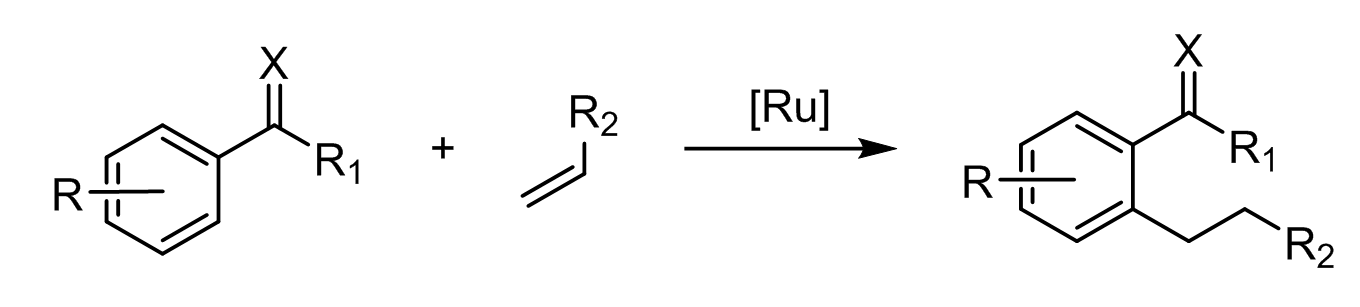
واکنش مورای (X = گروه هدایت کننده، معمولاً X = O).

هنگامی که توسط کربوکسیلات‌های پالادیوم کاتالیز می‌شود، یک مرحله کلیدی جانشینی الکترون‌دوستی آروماتیکی برای ایجاد یک آریل Pd(II) واسطه است. طلا نیز رفتار مشابهی دارد. هیدروپیریدین‌دار کردن یا هیدروپیریدیناسیون یک واکنش مشابه است، اما شامل افزودن پیوند پیریدیل-H به آلکن‌ها و آلکین‌ها است.